# 秘魯銀花鮨
秘魯銀花鮨，為輻鰭魚綱鱸形目鱸亞目鮨科的其中一種，分布於東太平洋區，從墨西哥加利福尼亞灣至智利海域，棲息深度20-120公尺，體長可達45公分，為底棲性魚類，成群活動，屬肉食性，以浮游生物為食，可做為食用魚。

## 擴展閱讀
維基物種上的相關：秘魯銀花鮨